# 暁に祈れ
『暁に祈れ』（原題:A Prayer Before Dawn）は2018年に公開された米英中仏合作のドラマ映画である。監督はジャン＝ステファーヌ・ソヴェール、主演はジョー・コールが務めた。本作はビリー・ムーアが2014年に発表した自伝『A Prayer Before Dawn: My Nightmare in Thailand's Prisons』を原作としている。

## 概略
イギリス人ボクサーのビリー・ムーアは再起を期すべくタイに移住したが、結局はドラッグに溺れてしまった。やがて、ムーアは窃盗で逮捕され、刑務所に収監されることになった。しかし、その刑務所の環境は劣悪極まりなく、リンチによって死ぬ受刑者も珍しくはなかった。しかも、刑務官を経由してドラッグが入手できる状況にあった。ムーアはますます薬物に依存するようになり、他の受刑者たちとの喧嘩に明け暮れていた。そんなある日、ムーアは所内のムエタイチームの姿を偶然目にすることになった。その瞬間、ムーアは失っていた闘志を取り戻し、チームへの参加を志願した。

## キャスト
- ジョー・コール - ビリー・ムーア
- ヴィタヤ・パンスリンガム - プリーチャー所長
- パンヤ・イムアンパイ - ケン
- ソムラック・カムシン - スティン

## 製作
2014年10月、ジャン＝ステファーヌ・ソヴェール監督の新作にチャーリー・ハナムが起用されると報じられた。2015年10月、スケジュールの都合で降板したハナムの代役として、ジョー・コールが起用されたとの報道があった。

## 公開
2017年2月、A24が本作の全米配給権を獲得したと報じられた。4月、アルティテュード・フィルム・ディストリビューションが本作の全英配給権を購入したと発表した。5月15日、本作は第70回カンヌ国際映画祭でプレミア上映された。2018年3月12日、本作はサウス・バイ・サウスウェストで上映された。

## 評価
本作は批評家から絶賛されている。映画批評集積サイトのRotten Tomatoesには60件のレビューがあり、批評家支持率は92%、平均点は10点満点で7.4点となっている。サイト側による批評家の見解の要約は「『暁に祈れ』は気軽に視聴できる作品とはほど遠い。しかし、ジョー・コールの名演のお陰で、この受刑者の痛ましい物語は実に豊かなものを観客に届けてくれる。」となっている。また、Metacriticには17件のレビューがあり、加重平均値は76/100となっている。